# Cantonul Écouen
Cantonul Écouen este un canton din arondismentul Sarcelles, departamentul Val-d'Oise, regiunea Île-de-France, Franța.

## Comune
- Écouen (7.084 locuitori) (reședință)
- Ézanville (8.825 locuitori)
- Le Mesnil-Aubry (757 locuitori)
- Le Plessis-Gassot (74 locuitori)
- Piscop (632 locuitori)
- Saint-Brice-sous-Forêt (12.540 locuitori)